# Berdo (Dolina Kluczwody)
Berdo (434 m) – wzniesienie w miejscowości Wierzchowie w województwie małopolskim, w powiecie krakowskim, w gminie Wielka Wieś. W istocie jest to wierzchowina z niewybitnym pagórem, ale na zachodnią i południową stronę opadająca bardzo stromym stokiem. Stok porośnięty jest lasem, wierzchowinę natomiast zajmują pola uprawne. W stromym stoku Berda znajduje się wiele wapiennych skał. Największe z nich to: skała jaskini Wierzchowskiej Górnej, Poprzeczna Turnia, Zaroślak, Dzika Turniczka, Dzikie Turnie, Basior, Ciosowa Turnia, Wierzchowska Grań, Czarna Skałka, Mamutowa Skała, Skała nad Grotą. Na większości z tych skał uprawiana jest wspinaczka skalna. W skałach Berda jest wiele jaskiń: Jaskinia Dzika, Jaskinia Mamutowa, Jaskinia w Wierzchowskiej Grani, Jaskinia Krecia, Jaskinia Wierzchowska Górna, Okap pod Mamutową, Schronisko przy Jaskini Dzikiej, Schronisko przy Jaskini Mamutowej Pierwsze, Schronisko przy Jaskini Mamutowej Drugie, Schronisko przy Jaskini Mamutowej Trzecie, Schronisko przy Wierzchowskiej Górnej Pierwsze, Schronisko przy Wierzchowskiej Górnej Drugie, Schronisko przy Wierzchowskiej Górnej Trzecie, Schronisko w Czarnej Skałce. Najbardziej znane to udostępniona do turystycznego zwiedzania Jaskinia Wierzchowska Górna i Jaskinia Mamutowa, w której uprawiana jest wspinaczka skalna. Jaskinia ta znana jest także z ważnych odkryć archeologicznych.
Berdo tworzy lewe zbocza górnej części Doliny Kluczwody. Pod względem geograficznym jest to obszar Wyżyny Olkuskiej. Znajduje się w granicach Parku Krajobrazowego Dolinki Krakowskie.